# Monde de la matrice
Le mandala du Monde de la matrice (sanskrit : गर्भकोस-धातु, romanisation IAST : garbhakoṣa-dhātu ; chinois : 胎藏界 ; pinyin : tāizàng jiè ; translittéré en japonais en taizō-kai (胎蔵界)), est une figure iconographique du Bouddhisme vajrayāna (véhicule de diamant, également appelé bouddhisme tantrique et bouddhisme ésotérique.
Ce mandala est complémentaire de celui du « monde du Diamant » (sanskrit : वज्रधातु, IAST : Vajradhātu ; 金刚界 / 金剛界, Jīngāng jiè ; qui donne la translittération japonaise, kongō-kai (金剛界)). Dans le bouddhisme ésotérique, il est censé révéler le « corps de l'extase parfaite » (sambhogakaya) du bouddha Vairocana, caractérisé par l'éclat et la vacuité.
Il est couramment rencontré dans le bouddhisme ésotérique japonais, en particulier l'école Shingon et certaines branches de l'école Tendai. 
Autour de Mahavairocana (Daïnichi-Nyorai en japonais), les Huit Bouddhas de Sagesse, dans le sens des aiguilles d'une montre en partant du sommet : Hosho Nyorai (Ratnasambhava), Fugen (Samantabhadra), Sangeo (Saṅkusumitarāja), Manju (Manjushri), Amida (Amithaba), Kannon (Avalokitesvara), Fukushyoju Nyorai (Amoghasiddhi) et Miroku (Maitreya).
Apposé au mur Est des temples, il représente la matière et les cinq éléments (terre, eau, feu, air, éther), la matrice, le soleil levant, la compassion, le féminin. En même temps le mandala Monde du Diamant est apposé au mur Ouest.